# Igreja Livre na África Austral
A Igreja Livre na África Austral (ILAA) - em Inglês Free Church in Southern Africa - é uma denominação reformada presbiteriana na África do Sul. Foi constituída em 1843 por missionário da Igreja Livre da Escócia.

## História
A Igreja Livre da Escócia desenvolveu trabalhos missionários na África do Sul durante o século XIX. Como resultado surgiram igrejas entre o povo Xhosa. Mesmo após a união entre a maior parte da Igreja Livre da Escócia e a  Igreja Presbiteriana Unida (Escócia), os Xhosa permaneceram com a Igreja Livre da Escócia.
A denominação opera o Instituto Teológico Dumisani, em conjunto com outras denominações reformadas.
Entre 1976 e 1996, os missionários William Donald Graham e Elizabeth Catherine Graham, enviados pela Igreja Livre da Escócia, trabalharam na África do Sul, apoiando a plantação de igrejas da denominação.

## Doutrina
A denominação não permite a ordenação de mulheres. Subscreve o Credo dos Apóstolos e a Confissão de Fé de Westminster, Breve Catecismo de Westminster e Catecismo Maior de Westminster.

## Relações Inter-eclesiásticas
A igreja é membro do Conferência Internacional das Igrejas Reformadas.